# Assisted GPS

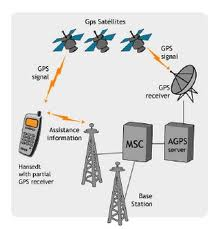
Assisted GPS

Assisted GPS (Sistem de Poziționare Globală Asistată), abreviat uneori și ca A-GPS sau aGPS, este un sistem care (în anumite situații) îmbuntățește performanța la pornire (engleză Time to first fix - TTFF) a unui sistem bazat pe poziționare GPS. A-GPS ajută la localizarea mai rapidă și descărcarea hărților la începutul unei aplicații de poziționare precum Google Maps, Latitude etc. La aceasta este folosită furnizarea de date ajutătoare GPS-ului prin rețele de date separate, cum ar fi servere ale telefoniei mobile locale. Este folosit pe scară largă în telefoanele mobile dotate cu GPS. Dezvoltarea sa a fost accelerată de cerința 911 din S.U.A. care necesită ca locația unui telefon mobil sa fie disponibilă autorităților în cazul unui apel de urgență.

## Aspecte importante
A-GPS consumă trafic de date (internet), ce este taxat de operatorul de telefonie mobilă, în care caz este folosit internetul de pe cartelă/abonament. Dacă se obișnuiește să se folosească această funcție este recomandată o extraopțiune cu trafic de date, în funcție de nevoile utilizatorului.
Traficul de date este folosit pentru o localizare mai precisă.
Precizia localizării este influențată de semnalul telefonului mobil și de faptul dacă utilizatorul este sau nu într-o clădire (clădirile măresc de obicei marja de eroare).
A-GPS-ul este funcția care ajută la localizarea rapidă imediat ce s-a pornit aplicația de GPS iar sateliții nu sunt încă recepționați sau când semnalul de la sateliții GPS este foarte slab. Practic GPS-ul are nevoie de a comunica cu cel puțin 4 sateliți pentru a putea localiza un utilizator, iar cu cât sunt găsiți mai mulți sateliți cu atât localizarea este mai exactă. Fără A-GPS, la prima pornire a aparatului sau la o schimbare majoră a poziției pe hartă, timpul necesar căutării sateliților disponibili este mult mai mare (până la 12,5 minute).
Funcția A-GPS înseamnă:
1- Descărcarea de informație necesară pentru a găsi mai repede sateliții disponibili. Descărcarea datelor orbitale se face de la un server A-GPS, prin orice conexiune de date disponibilă .
2- Calculul poziției poziției cu ajutorul serverului, calcul bazat pe fragmente de semnal de satelit recepționate de aparatul GPS. Această metodă este folosită dacă semnalele de la sateliții GPS nu sunt bine recepționate datorită factorilor externi (clădiri, forme de relief, etc.).
Multe din telefoanele mobile folosesc pe lângă A-GPS și alte metode care ajută la poziționare: sistemul de poziționare WI-FI, triangulație față de antenele operatorului GSM.

## Funcționare
Într-un sistem A-GPS, operatorul rețelei de telefonie implementează un server A-GPS. Aceste servere A-GPS descarcă informațiile orbitale de la sateliți și le depozitează în baza de date. Un dispozitiv cu A-GPS se poate conecta la aceste servere și descărca informațiile prin intermediul sistemelor de transfer de date din rețeaua mobilă, cum ar fi cele din GSM, CDMA, W-CDMA, LTE sau Wi-Fi. 
A-GPS are două moduri de funcționare:

Stație mobilă asistată (MSA - Mobile Station Assisted)

În modul de operare MSA, dispozitivul A-GPS primește asistență pentru achiziție, timp de referință și alte date opționale de asistență de la serverul A-GPS. Cu ajutorul acestor date, dispozitivul A-GPS primește semnale de la sateliții vizibili și trimite măsuratorile la serverul A-GPS. Acesta calculează poziția și o transmite înapoi la dispozitivul A-GPS.

Stație mobilă de bază (MSB - Mobile Station Base)

În modul MSB, dispozitivul A-GPS primește efemeride, amplasamentul de referință, timpul de referință și alte date opționale de asistență de la serverul A-GPS. Cu ajutorul datelor de mai sus, dispozitivul A-GPS primește semnale de la sateliții vizibili și calculează poziția.

## Standarde
Protocoale A-GPS fac parte din protocolul de poziționare definit de două organisme de standardizare diferite, și anume 3rd Generation Partnership Project (3GPP) și Open Mobile Alliance (OMA).
Control Plane Protocol

Este definit de 3GPP pentru diferite generații de sisteme din telefoanele mobile. Au fost dezvoltate următoarele protocoale de poziționare pentru rețelele cu comutație de circuite:
- RRLP (Radio Resource Location Protocol), utilizat în rețelele GSM.
- TIA 801, pentru rețelele CDMA 2000.
- RRC position protocol, utilizat în rețelele UMTS.
- LPP, protocol pentru rețelele LTE (Long-Term Evolution).

User Plane Protocol

Este definit de către OMA pentru a sprijini protocoale de poziționare în rețele cu comutație de pachete. Au fost dezvoltate două generații de protocoale:
- SUPL V1.0
- SUPL V2.0